# Austria

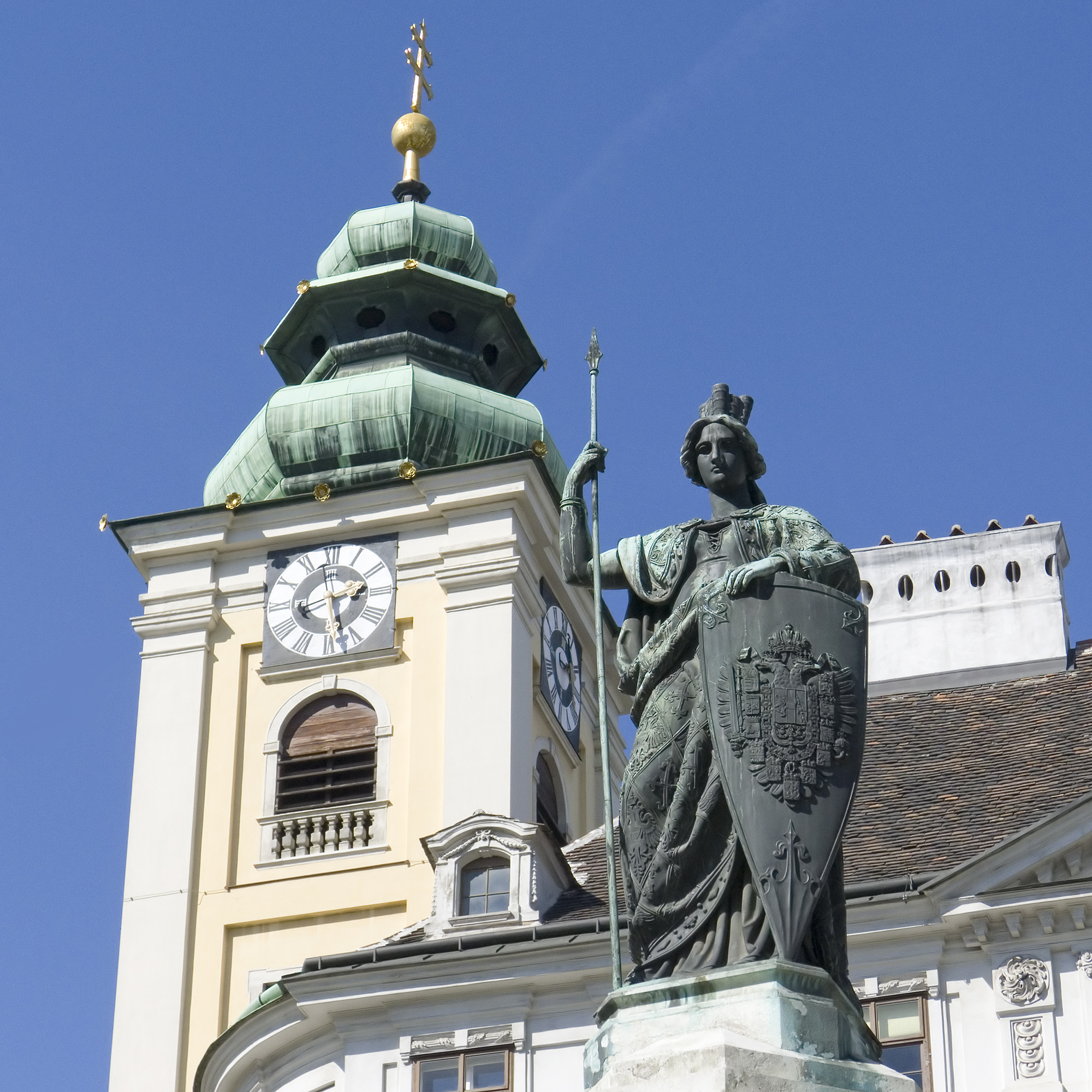
Austria-Statue vor der Schottenkirche (Wien)

Austria ist der latinisierte Name Österreichs. Er bezeichnete ursprünglich nur das heutige Niederösterreich, später die gesamte Habsburgermonarchie und in der spanischen Form Casa de Austria deren Herrscherdynastie. Er dient in verschiedenen Sprachen als Übersetzung für „Österreich“ und wird auch als Markenbegriff verwendet, um einen Österreichbezug herzustellen.
Die Allegorie der Austria, ein Symbol des österreichischen Staats, wird als Frauengestalt mit einer Mauerkrone im Haar und einem Speer in der Hand dargestellt, die sich auf einen Wappenschild stützt.

## Wortherkunft und Geschichte
Erstmals erwähnt wird der Name Austria in einer auf Latein verfassten Urkunde König Konrads III. vom 25. Feber 1147, die heute im Stift Klosterneuburg der Augustiner-Chorherren aufbewahrt wird. Darin ist die Rede von Gütern, die von den Austrie marchionibus, den Markgrafen Österreichs (Marchiones Austriae) verschenkt wurden.
Die Bezeichnung geht jedoch nicht auf die lateinische, sondern auf die urgermanische Sprache zurück. Das althochdeutsche *austar- bedeutet so viel wie „östlich“ oder „im Osten“, und die altisländische Edda nennt den mythischen Zwerg des Ostens Austri. Eng mit dem Wort Austria verwandt sind auch die Namen Austrasien und Austrien für das Ostfrankenreich bzw. Ostreich. Auch in der älteren Bezeichnung Ostarrîchi ist die Wurzel ôstar- erkennbar. Auf Isländisch wird Österreich heute noch Austurríki (ausgesprochen mit anlautendem „Ö“, [ˈøistʏrˈriːcɪ]) genannt. Die Ähnlichkeit mit dem lateinischen Auster für „Südwind“ und terra australis für das „Südland“ Australien ist zufällig.
Seit dem Mittelalter bezeichnete man das Erzherzogtum Österreich als Austria und den (Erz-)Herzog von Österreich als (Archi-)Dux Austriae. Seit dem 15. Jahrhundert wird der erstmals 1326 nachgewiesene Begriff domus Austriae für das gesamte Haus Österreich verwendet, dessen spanische Übersetzung Casa de Austria im engeren Sinne aber nur für die spanische Linie der Habsburger. Seit dem 18. Jahrhundert ist die Austria als Nationalallegorie Österreichs in der bildenden Kunst bekannt.

## Heutige Verwendung

### Länderkennzeichen
In Österreich zugelassene Kraftfahrzeuge werden mit dem  Buchstaben A als Länderkennzeichen gekennzeichnet. Nach dem früher üblichen Aufkleber, der bei Auslandsreisen am Wagenheck zu führen war, befindet sich der Buchstabe heute auf dem Euro-Kennzeichen.
In der ISO-3166-Kodierliste findet sich Österreich mit den Kürzeln AT und AUT; die Top-Level-Domain ist .at.

### Führen des Namens der Republik in Firmennamen
Die Führung des Wortes Austria in Unternehmensnamen (Firma) oder anderen Institutionen ist nur mit bundesbehördlicher Genehmigung zulässig.
§ 16 Z2 Unternehmensgesetzbuch besagt „Die Firma darf keine Angaben enthalten, die geeignet sind, über geschäftliche Verhältnisse, die für die angesprochenen Verkehrskreise wesentlich sind, irrezuführen.“ Dieser Grundsatz wurde in Bezug auf die Namenszusätze Austria, austro – aber auch Österreich, österreichisch und die Namen anderer Gebietskörperschaften, wie steirisch, Vienna –  dahingehend ausgelegt, dass sie „nur dann zulässig [sind], wenn es sich um ein Unternehmen mit überdurchschnittlicher Bedeutung handelt bzw. Produkte typisch österreichischen Gepräges oder wesentlich höherer Qualität hergestellt werden.“ Analoges gilt für Vereine und andere Verbände.

#### Beispiele
Staatliche Organisationen und Verbände:
- Agrarmarkt Austria (AMA)
- Austria Wirtschaftsservice Gesellschaft (aws)
- Austrian Business Agency (ABA)
- Film Austria

Universitäre Organisationen und nahe Vereine
- Filmarchiv Austria Laxenburg
- Austria-Forum / AEIOU Österreich-Lexikon Graz

Unternehmen:
- Austrian Airlines (AUA), ehem. staatliche Fluglinie, heute im Lufthansa-Konzern
- Unicredit Bank Austria (ehem. Bank Austria Creditanstalt AG), Kreditinstitut
- Austria-Collegialität (heute UNIQA), Versicherung
- Austro Control, österreichische zivile Luftraumüberwachung
- Location Austria, internationale Bewerbung des Filmproduktionsstandortes Österreich
- Austria Metall AG (AMAG), größter österreichischer Aluminiumhersteller
- Austria Presse Agentur (APA), größte nationale Nachrichtenagentur
- Austria Tabakwerke AG, Tabakwarenhersteller und -händler (ehem. Tabakregie, österr. Tabakmonopol, heute privatisiert)
- A1 Telekom Austria (ehem. Post- und Telegraphenverwaltung)

Österreichische Sportvereine:
- FK Austria Wien, Erstligist
- SC Austria Lustenau, Erstligist
- SV Austria Salzburg, seit 2005 FC Red Bull Salzburg
- SV Austria Salzburg, 2005 gegründet
- SK Austria Klagenfurt, ehemaliger Erstligist
- ESV Austria Graz, ehemaliger Erstligist
- ESV Austria Innsbruck, ehemaliger Zweitligist

### Made in Austria
Produkte aus Österreich erhalten die Herkunftsbezeichnung Made in Austria („hergestellt in Österreich“), das keinen expliziten rechtlichen Schutz genießt, aber durch gerichtliche Entscheide gesichert ist. Es gibt Bestrebungen, den Begriff durch Made in EU zu ersetzen.
Bei Einhaltung bestimmter Bedingungen wird seit 1946 das österreichische Gütesiegel Austria Gütezeichen vergeben, das vom Wirtschaftsministerium überwacht wird.

Austria Gütezeichen
Logo der Biobauernvereinigung Bio Austria